# Joppa antennator
Joppa antennator är en stekelart som först beskrevs av Fabricius 1787.  Joppa antennator ingår i släktet Joppa och familjen brokparasitsteklar. Inga underarter finns listade i Catalogue of Life.